# Medalla d'Or de la Generalitat de Catalunya
La Medalla d'Or de la Generalitat de Catalunya és la màxima distinció honorífica atorgada per la Generalitat de Catalunya amb la qual es distingeix a persones o entitats que hagin destacat per la seva feina en els àmbits polític, social, econòmic, cultural o científic, ajudant a incrementar i difondre el patrimoni cultural de Catalunya. La Medalla d'Or és, juntament amb de la Creu de Sant Jordi i el Premi Internacional Catalunya, una de les màximes distincions concedides pel mèrit civil a Catalunya.

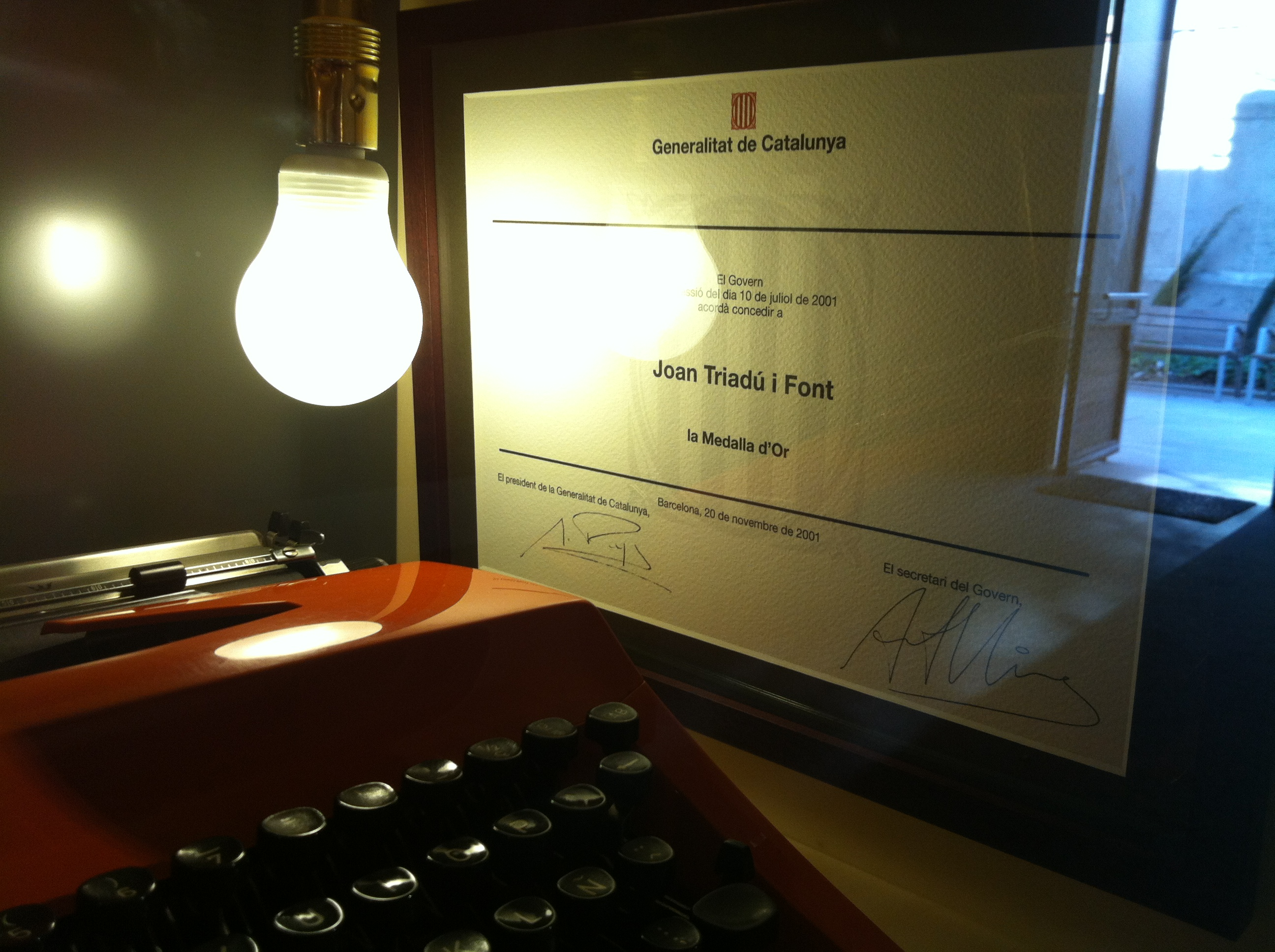
Diploma d'entrega de la Medalla d'or a Joan Triadú, en una exposició al Palau Robert

La medalla fou creada el 1978 durant el breu període entre la restauració de la Generalitat després del franquisme i l'aprovació de l'Estatut de Sau de 1979. El breu i ambigu redactat de l'època de Tarradellas fou reformulat el 2004 per tal d'aclarir-ne el seu ús.

## Atribució
La concessió de la Medalla d'Or és endegada a proposta del President de la Generalitat o qualsevol dels membres del govern. La Secretaria General del Departament de la Presidència realitza l'expedient on s'avaluen els mèrits i posteriorment eleva la proposta al govern que és qui pren la decisió final. Aquesta decisió del govern de la Generalitat de Catalunya se sol prendre en la reunió de govern prèvia a l'11 de setembre, amb motiu de la celebració de La Diada, i és lliurada pel President de la Generalitat de Catalunya en un acte solemne.
Des del 2004, aquest guardó no pot ser atorgat a més de dues persones cada any, excepte en el cas tipificat en el Decret 315/2004, tot i que no s'estableix obligació d'atorgar-la anualment. Sense dotació econòmica aquest guardó té un caràcter estrictament honorífic. Les persones distingides amb la Medalla d'Or tenen dret a rebre el tractament d'«Excel·lentíssim/a Senyor/a» en els actes oficials que es realitzen a Catalunya. Aquest dret té caràcter vitalici.

## Disseny
La Medalla és d'or massís de quaranta-nou mil·límetres de diàmetre i porta un cordó per ser imposada. El pes total és de quaranta-cinc grams. A l'anvers hi figuren en semicercle les lletres "Generalitat de Catalunya" i el símbol de la Generalitat en relleu. Al revers hi figuren dibuixades en semicercle les lletres "Medalla d'Or" i el símbol de la Generalitat. A l'espai inferior de la Medalla s'hi grava el nom i els cognoms de la persona guardonada i el Decret. Va ser dissenyada per l'artista Joaquim Capdevila i Gaya.
La Medalla d'Or és presentada en el seu corresponent estoig juntament amb el botó de solapa que és la rèplica de l'anvers de la Medalla de 17 mil·límetres de diàmetre, també d'or massís.

## Llista de guardonats i guardonades

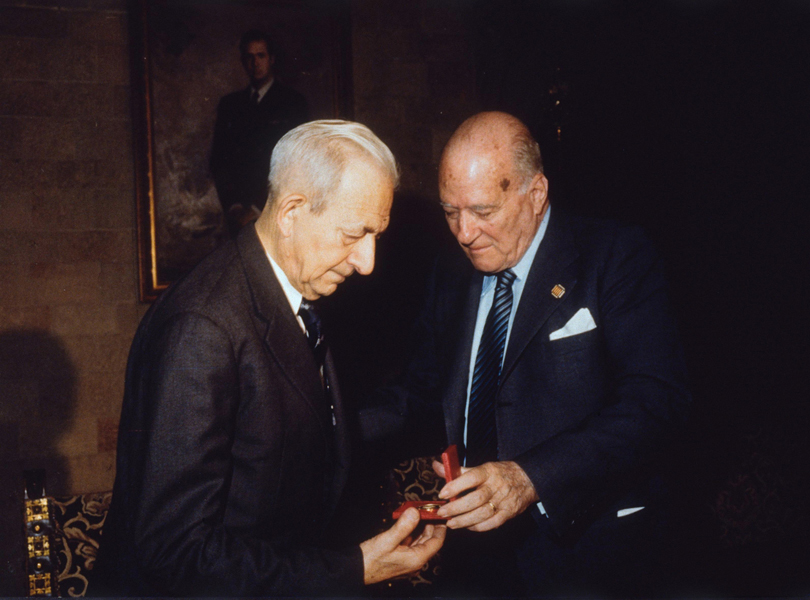
Lliurament al prestigiós lingüista Joan Coromines de la Medalla d'Or per part del president Tarradellas el 1980

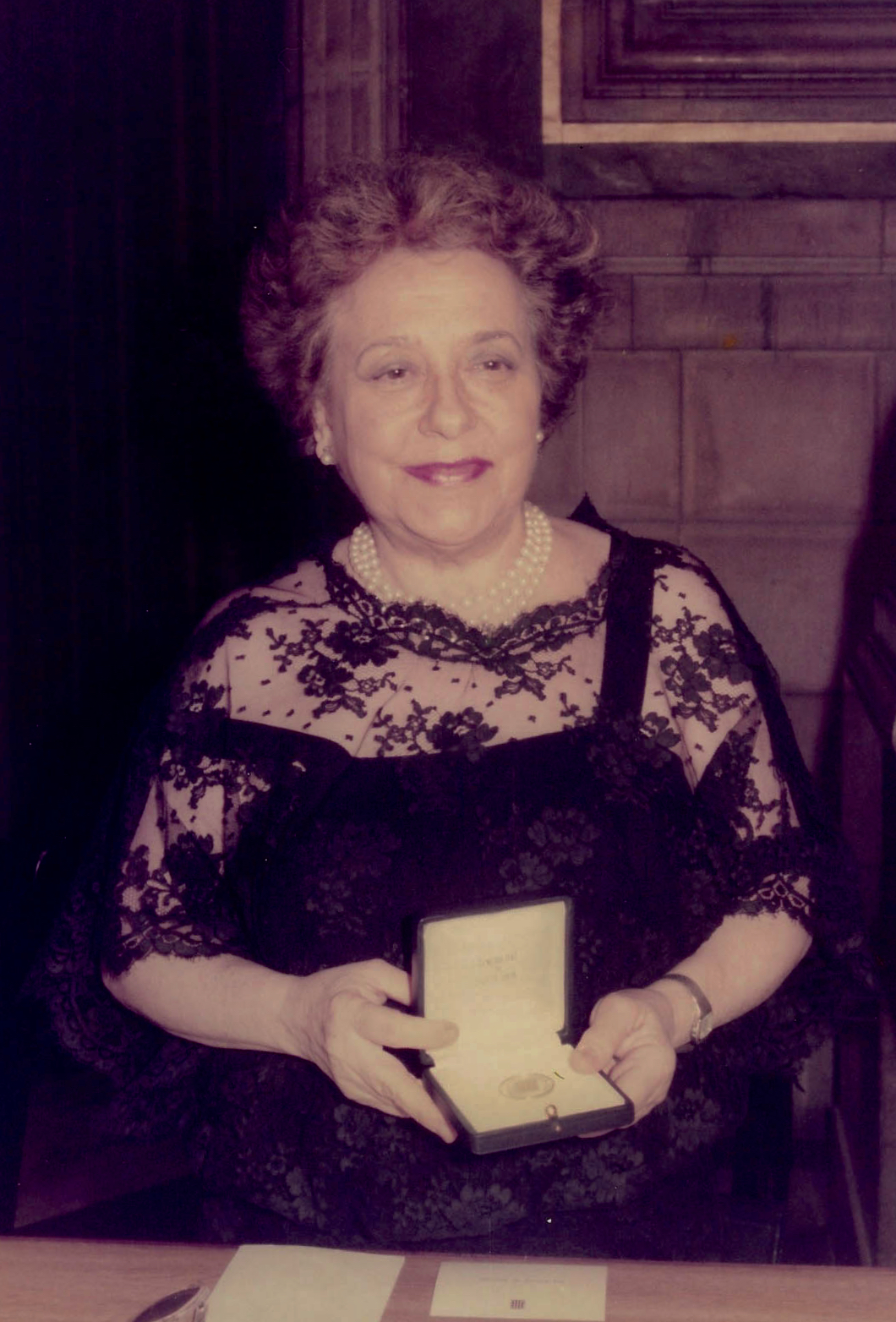
La pianista Alícia de Larrocha amb la Medalla d'Or el 1983

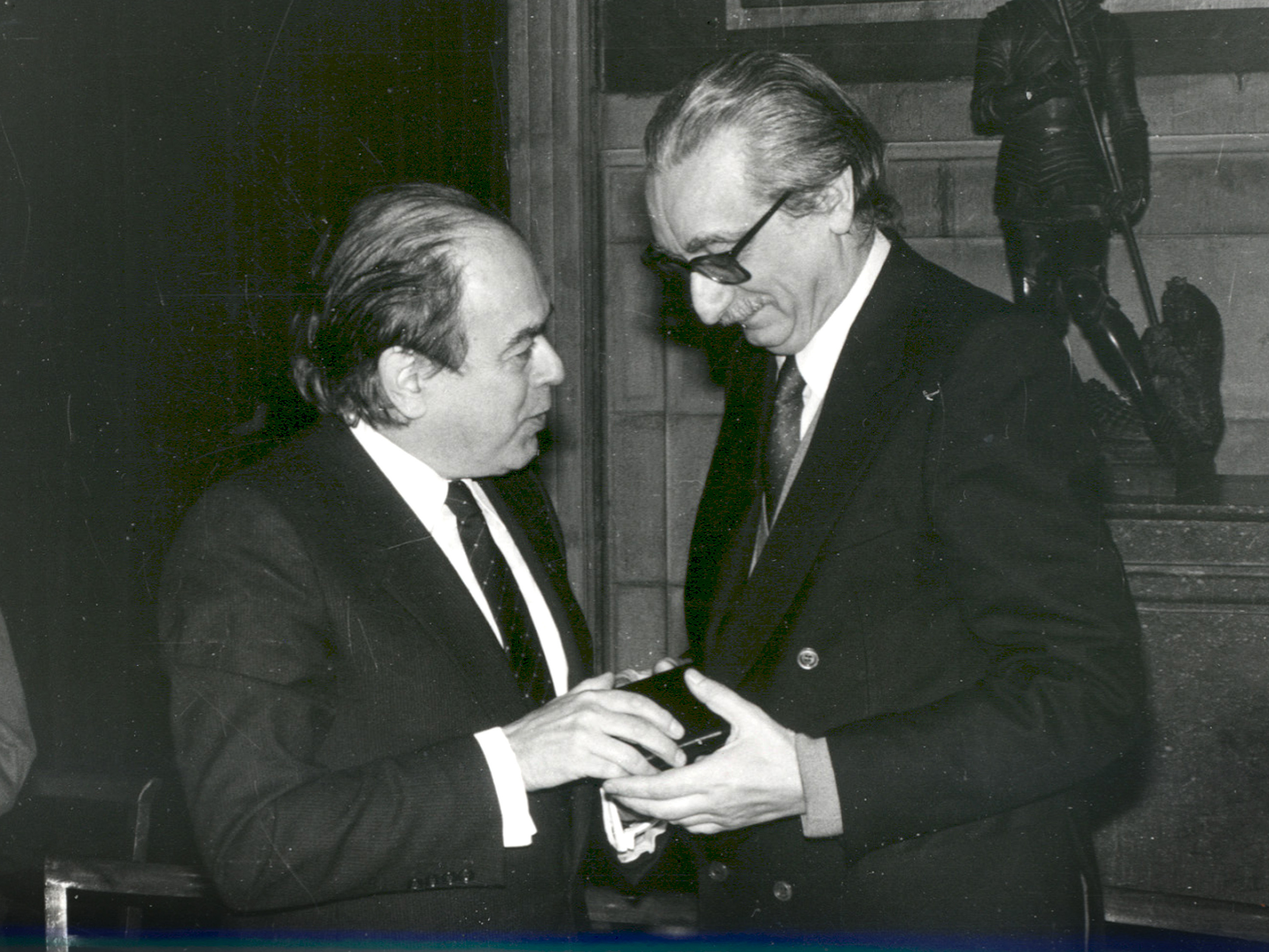
L'escriptor valencià Joan Fuster rebent el premi de mans del president Pujol el 1983

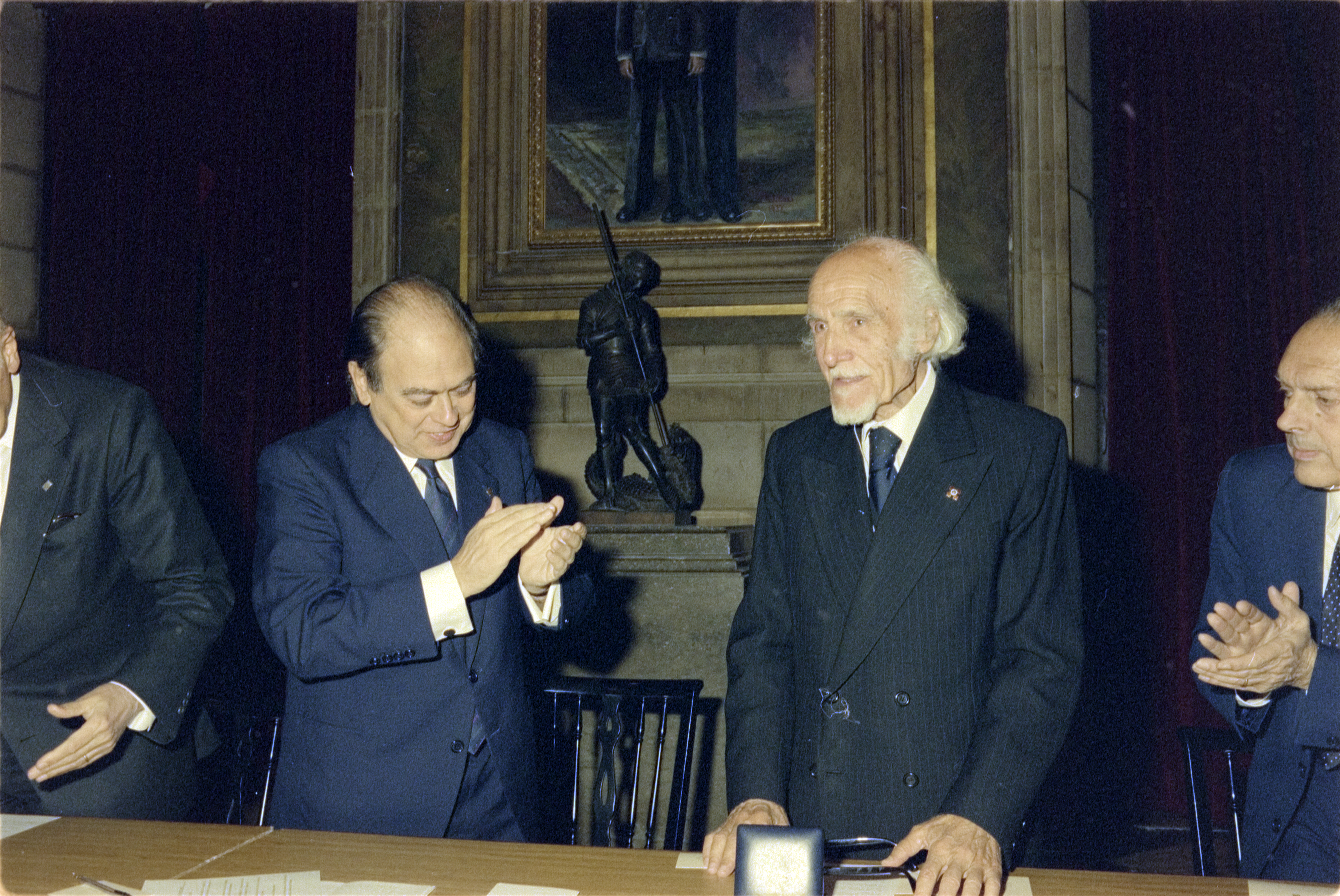
L'escultor Frederic Marès, medallat d'or de la Generalitat amb el president Pujol el 1986

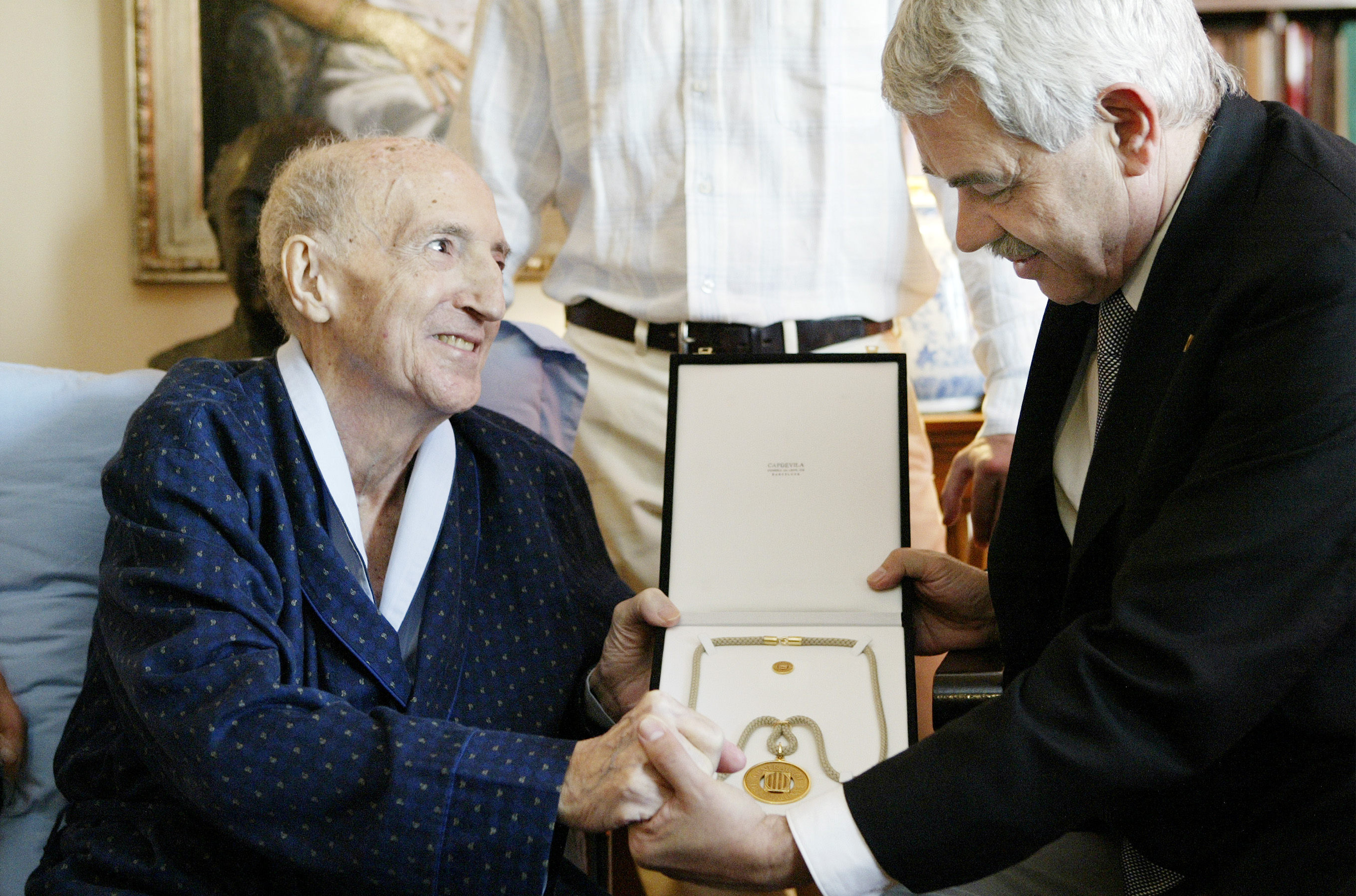
El biòleg Joan Oró rebent el guardó més prestigiós de la Generalitat de mans del president Maragall el 2004

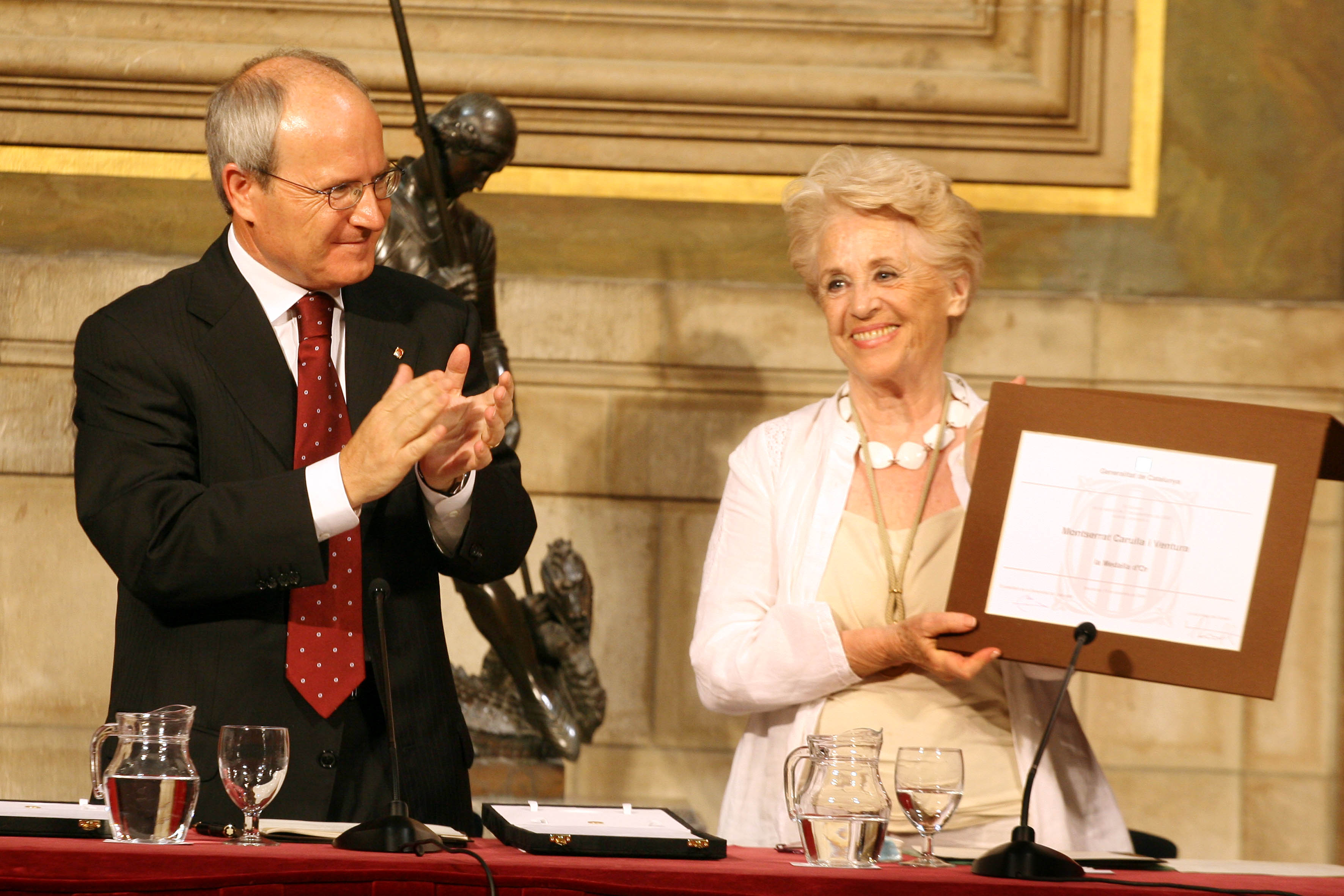
L'actriu Montserrat Carulla després de rebre la medalla amb el president Montilla el 2008

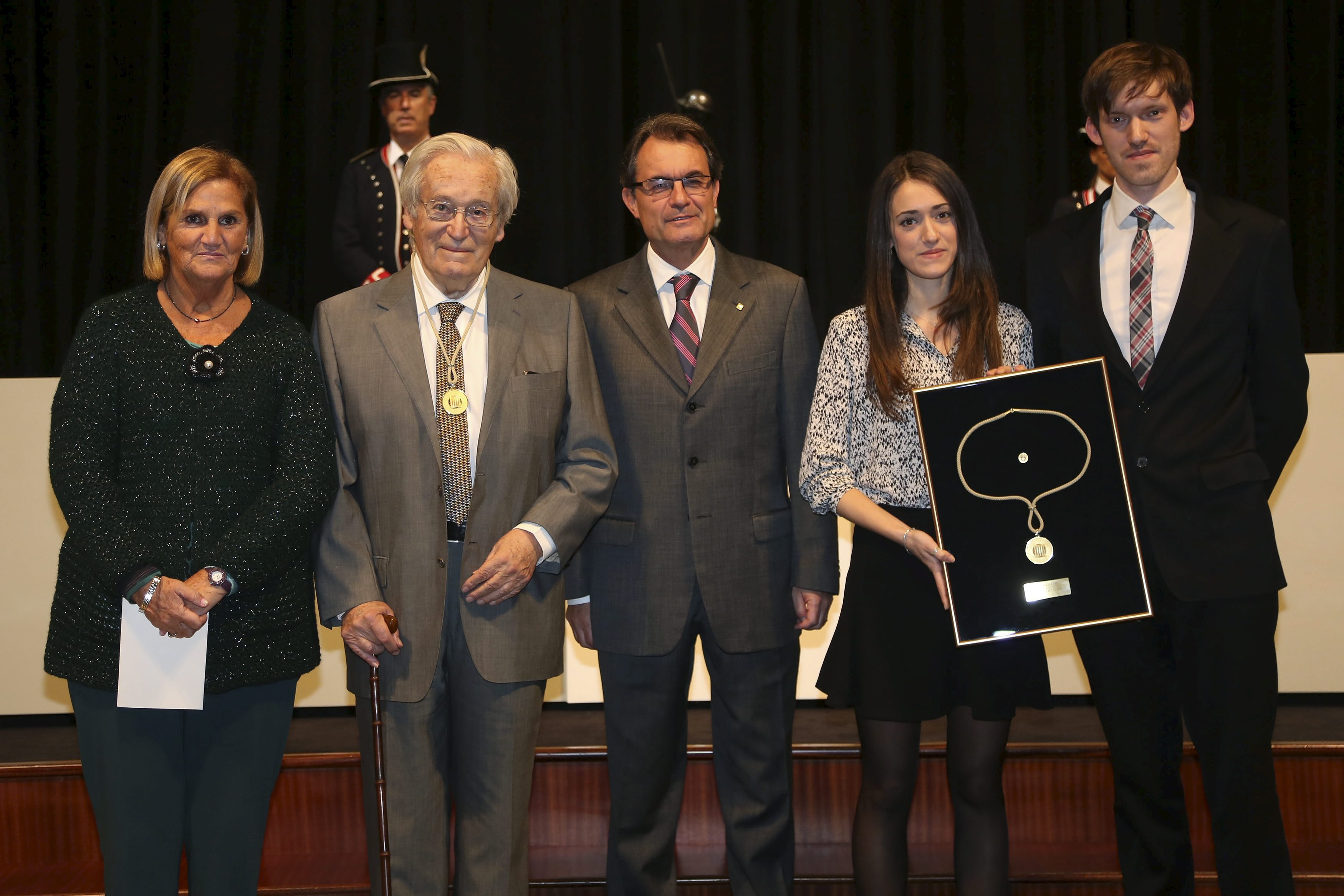
El president Mas atorgant la Medalla d'Or a Oriol Bohigas i a Max Cahner (a títol pòstum) el 2013

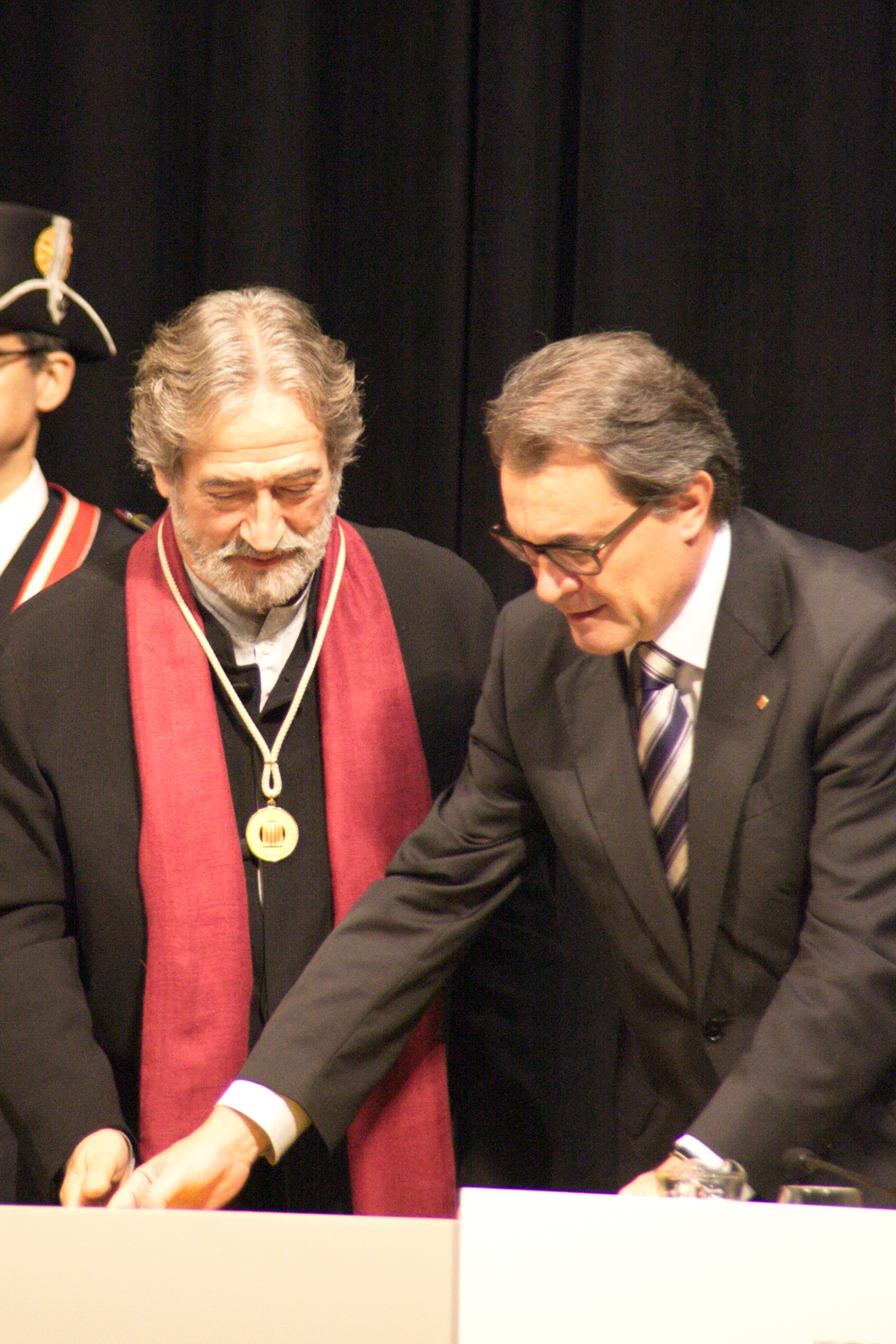
Jordi Savall guardonat el 2014 amb el president Artur Mas

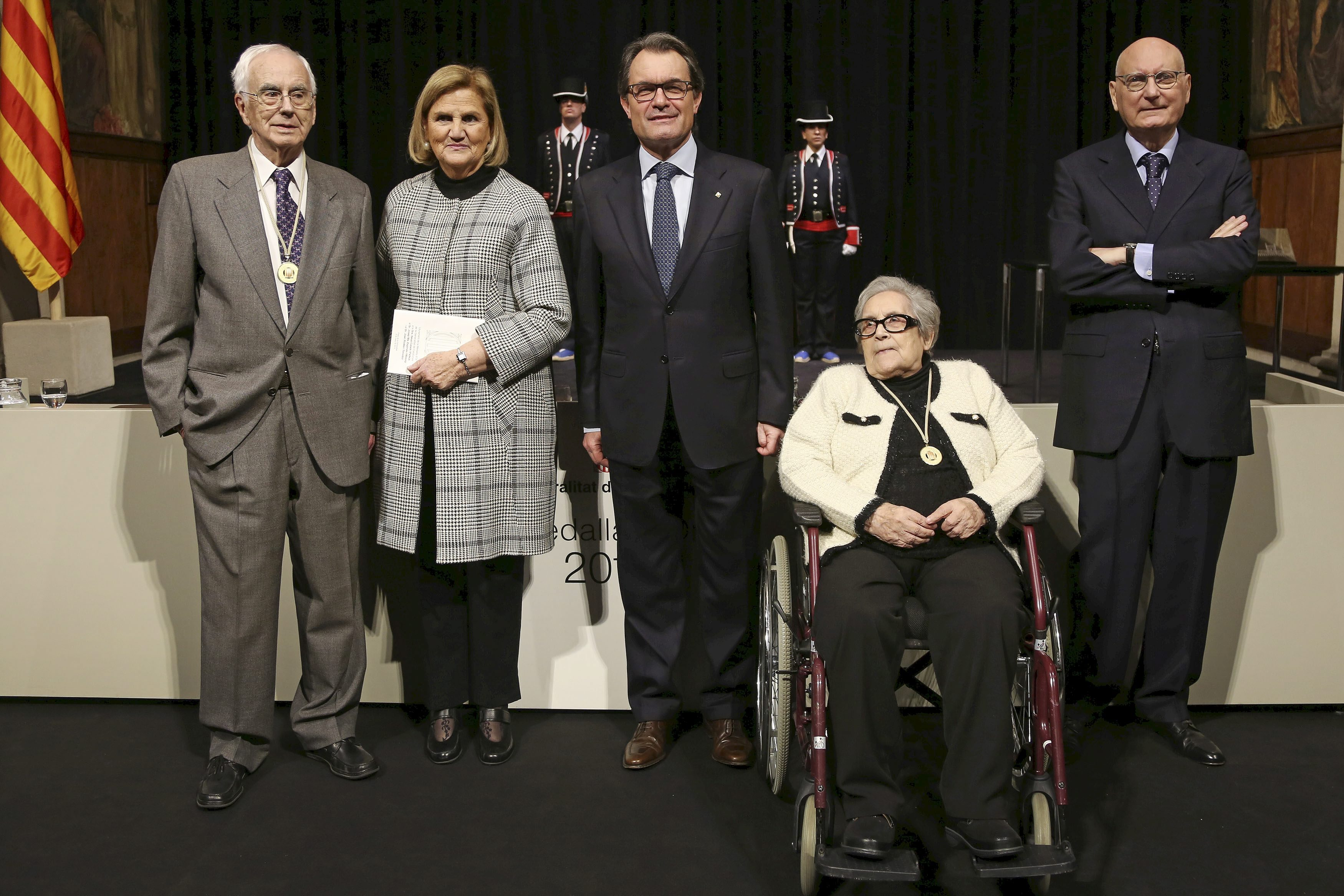
Neus Català, l'escriptor Josep Maria Espinàs i Joan Rodés receptors de la medalla el 2015 amb el president Mas

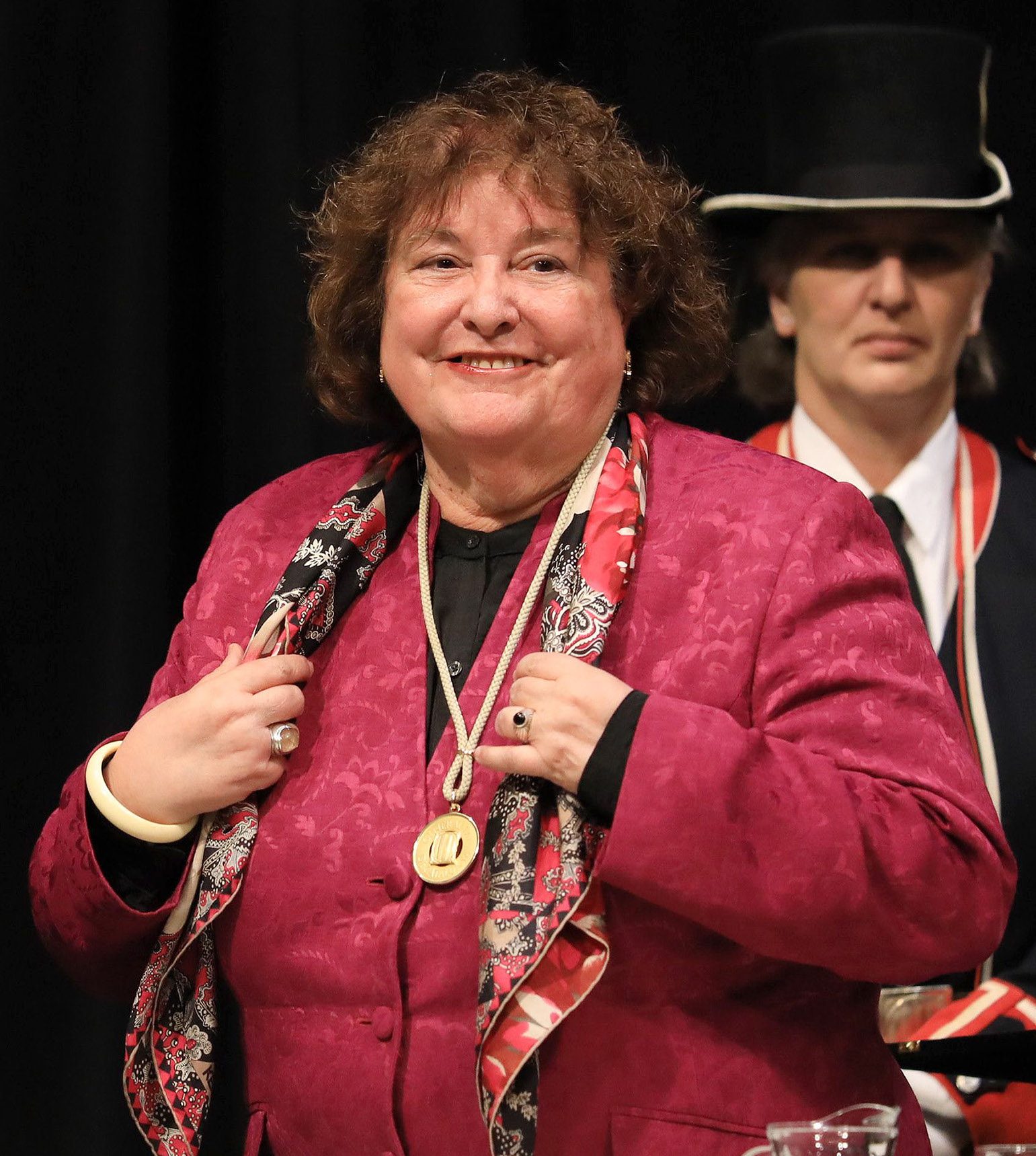
Anna Cabré guardonada el 2019

Des de la seva creació, la Generalitat de Catalunya ha concedit la medalla un total de 82 cops, a 74 persones i 8 institucions.

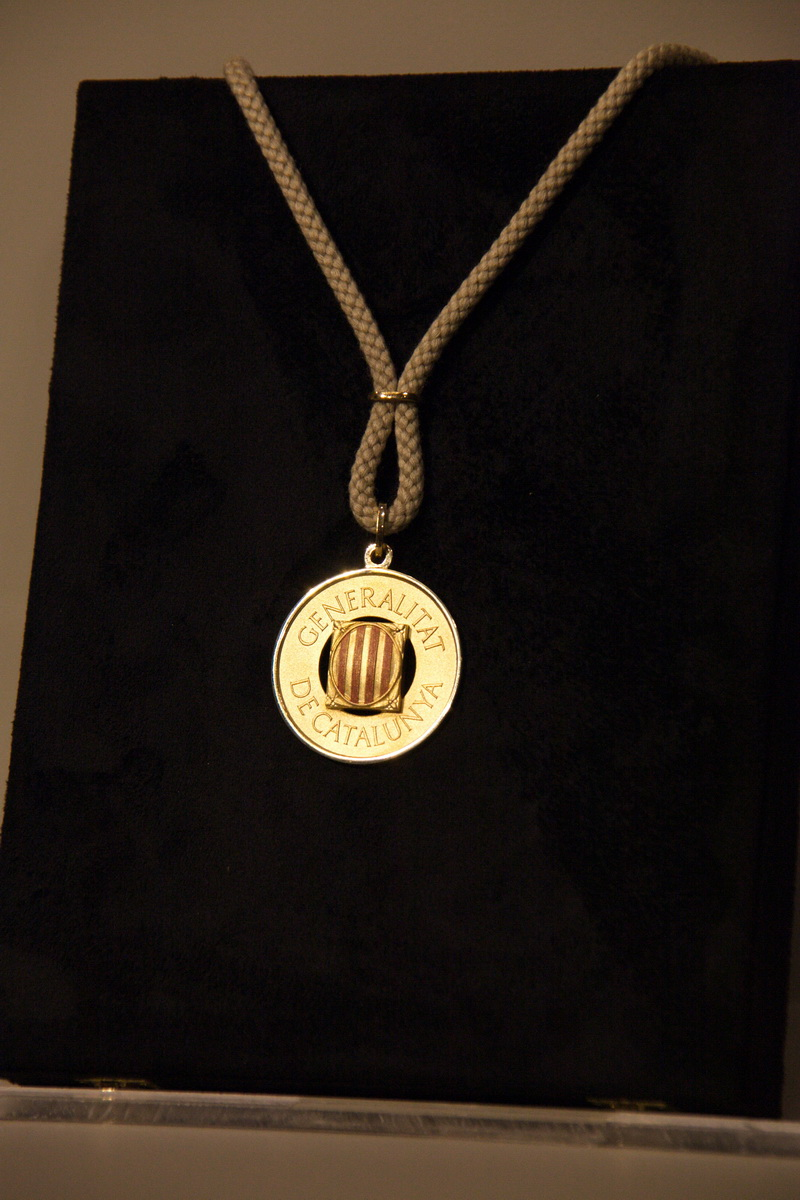
La Medalla d'Or, un dels guardons més prestigiosos de la Generalitat de Catalunya

| Núm. | Premiat                                       | Any  | Mèrits | President         |
| ---- | --------------------------------------------- | ---- | --- | ----------------- |
| 1    | Joan Miró i Ferrà                             | 1978 | Pintura | Josep Tarradellas |
| 2    | Pau Casals i Defilló                          | 1979 | Música | Josep Tarradellas |
| 3    | Josep Pla i Casadevall                        | 1979 | Literatura | Josep Tarradellas |
| 4    | Salvador Espriu i Castelló                    | 1980 | Literatura | Josep Tarradellas |
| 5    | Joan Coromines i Vigneaux                     | 1980 | Lingüística | Josep Tarradellas |
| 6    | Jordi Rubió i Balaguer                        | 1980 | Literatura, filologia i bibliologia | Josep Tarradellas |
| 7    | Frederic Mompou i Dencausse                   | 1980 | Música | Jordi Pujol       |
| 8    | Joan Rebull Torroja                           | 1981 | Escultura | Jordi Pujol       |
| 9    | Josep Vicenç Foix i Mas                       | 1981 | Literatura | Jordi Pujol       |
| 10   | Josep Lluís Sert i López                      | 1981 | Arquitectura | Jordi Pujol       |
| 11   | Salvador Dalí i Domènech                      | 1981 | Pintura | Jordi Pujol       |
| 12   | Montserrat Caballé i Folch                    | 1982 | Música | Jordi Pujol       |
| 13   | Victòria dels Àngels López i Garcia           | 1982 | Música | Jordi Pujol       |
| 14   | Apel·les Fenosa i Florensa                    | 1982 | Escultura | Jordi Pujol       |
| 15   | Francesc de Borja Moll i Casasnovas           | 1983 | Literatura i filologia | Jordi Pujol       |
| 16   | Joan Fuster i Ortells                         | 1983 | Literatura | Jordi Pujol       |
| 17   | Antoni Tàpies i Puig                          | 1983 | Pintura | Jordi Pujol       |
| 18   | Alícia de Larrocha i de la Calle              | 1983 | Música | Jordi Pujol       |
| 19   | Josep Carreras i Coll                         | 1984 | Música | Jordi Pujol       |
| 20   | Antoni Clavé i Sanmartí                       | 1984 | Pintura | Jordi Pujol       |
| 21   | Joan Antoni Samaranch i Torelló               | 1985 | Esports | Jordi Pujol       |
| 22   | Miquel Batllori i Munné                       | 1985 | Religió i Història | Jordi Pujol       |
| 23   | Frederic Marès i Deulovol                     | 1986 | Escultura, pedagogia i història | Jordi Pujol       |
| 24   | Raimon Noguera i de Guzman                    | 1988 | Cultura | Jordi Pujol       |
| 25   | Joan Sardà i Dexeus                           | 1988 | Economia | Jordi Pujol       |
| 26   | Miquel Coll i Alentorn                        | 1988 | Política | Jordi Pujol       |
| 27   | Federico Mayor Zaragoza                       | 1988 | Política | Jordi Pujol       |
| 28   | Ramon Aramon i Serra                          | 1990 | Literatura i filologia | Jordi Pujol       |
| 29   | Narcís Jubany i Arnau                         | 1991 | Religió | Jordi Pujol       |
| 30   | Ramon Roca i Puig                             | 1993 | Religió | Jordi Pujol       |
| 31   | Raimon Pelegero i Sanchis                     | 1997 | Música | Jordi Pujol       |
| 32   | Jaume Aragall i Garriga                       | 1997 | Música | Jordi Pujol       |
| -    | Abadia de Montserrat                          | 1997 | Religió | Jordi Pujol       |
| 33   | Miquel Martí i Pol                            | 1999 | Literatura | Jordi Pujol       |
| 34   | Xavier Montsalvatge i Bassols                 | 1999 | Música | Jordi Pujol       |
| 35   | Pierre Vilar                                  | 2000 | Història | Jordi Pujol       |
| 36   | Josep Benet i Morell                          | 2000 | Advocacia, història, política | Jordi Pujol       |
| 37   | Joan Triadú i Font                            | 2001 | Literatura | Jordi Pujol       |
| -    | Hospital de la Santa Creu i Sant Pau          | 2001 | Sanitat | Jordi Pujol       |
| 38   | Jordi Carbonell i de Ballester                | 2001 | Filologia i política | Jordi Pujol       |
| 39   | Francesc Candel Tortajada                     | 2003 | Literatura | Jordi Pujol       |
| 40   | Ramon Margalef i López                        | 2003 | Ciència i ecologia | Jordi Pujol       |
| 41   | Joaquim Molas i Batllori                      | 2003 | Literatura | Jordi Pujol       |
| 42   | Antoni Pladevall i Font                       | 2003 | Literatura | Jordi Pujol       |
| 43   | Josep Maria Castellet i Díaz de Cossío        | 2003 | Literatura | Jordi Pujol       |
| 44   | Joan Oró i Florensa                           | 2004 | Ciència | Pasqual Maragall  |
| 45   | Gregorio López-Raimundo                       | 2005 | Política | Pasqual Maragall  |
| 46   | Joan Reventós i Carner                        | 2005 | Política | Pasqual Maragall  |
| -    | Caixa d'Estalvis i Pensions de Barcelona      | 2005 | Economia | Pasqual Maragall  |
| 48   | Antoni Gutiérrez Díaz                         | 2006 | Política | Pasqual Maragall  |
| 49   | Jordi Pujol i Soley                           | 2007 | Política | José Montilla     |
| 50   | Pasqual Maragall i Mira                       | 2007 | Política | José Montilla     |
| 51   | Moisès Broggi i Vallès                        | 2008 | Medicina | José Montilla     |
| 52   | Montserrat Carulla i Ventura                  | 2008 | Arts escèniques | José Montilla     |
| -    | Poble mexicà                                  | 2009 | Acolliment dels exiliats catalans | José Montilla     |
| -    | Cos de Bombers de la Generalitat de Catalunya | 2009 | A la seva professionalitat i servei públic | José Montilla     |
| 53   | Jordi Solé i Tura                             | 2010 | Trajectòria cívica i política, a títol pòstum | José Montilla     |
| -    | Institut d'Estudis Catalans                   | 2010 | Recerca en els àmbits de la cultura catalana al llarg de més d'un segle | José Montilla     |
| -    | Abadia de Poblet                              | 2010 | Trajectòria històrica i cultural | José Montilla     |
| 54   | Heribert Barrera i Costa                      | 2011 | Política, a títol pòstum | Artur Mas         |
| 55   | Josep Maria Ainaud de Lasarte                 | 2012 | Història de l'art | Artur Mas         |
| 56   | Antoni Maria Badia i Margarit                 | 2012 | Lingüística | Artur Mas         |
| 57   | Lluís Martínez i Sistach                      | 2013 | Contribució a la visita de Benet XVI a Barcelona i suport a les persones més desafavorides a través d'entitats com Càritas Diocesana                                                                                     | Artur Mas         |
| 58   | Max Cahner i Garcia                           | 2013 | Edició, activisme cultural, recerca filològica i activitat política. A títol pòstum | Artur Mas         |
| 59   | Oriol Bohigas i Guardiola                     | 2013 | Arquitectura i urbanisme, contribució a la modernitat i la projecció de Barcelona | Artur Mas         |
| 60   | Jordi Savall i Bernadet                       | 2014 | Destacada trajectòria musical i la seva contribució de primer ordre a la cultura i la civilitat. | Artur Mas         |
| 61   | Neus Català i Pallejà                         | 2015 | En reconeixement de la seva lluita i de la seva trajectòria vital, l'any del seu centenari. | Artur Mas         |
| 62   | Josep Maria Espinàs i Massip                  | 2015 | Per la seva trajectòria destacada en el camp de la literatura, el periodisme i la cançó, i per ser un referent de les lletres catalanes.                                                                                 | Artur Mas         |
| 63   | Joan Rodés Teixidor                           | 2015 | per la seva aportació de més de 40 anys en el món de la medicina i sobretot en la investigació de les malalties de fetge.                                                                                                | Artur Mas         |
| 64   | Muriel Casals i Couturier                     | 2016 | a títol pòstum, en reconeixement de la seva trajectòria cívica i política al servei de Catalunya. | Carles Puigdemont |
| 65   | Carme Forcadell i Lluís                       | 2018 | per la seva destacada trajectòria en la defensa dels Drets Humans, el parlamentarisme i les llibertats fonamentals, així com el foment de la llengua i la igualtat efectiva de gènere.                                   | Joaquim Torra     |
| 66   | Carles Viver i Pi-Sunyer                      | 2018 | per la seva destacada trajectòria en l'àmbit del Dret i la Ciència Política i pel seu compromís amb la democràcia i la llibertat al nostre país.                                                                         | Joaquim Torra     |
| -    | RCR Arquitectes                               | 2018 | per la seva trajectòria en l'àmbit de l'arquitectura, el paisatge i l'art. I també per la projecció internacional obtinguda a través d'una obra que dona a conèixer el nostre país amb prestigi i gran interès cultural. | Joaquim Torra     |
| 67   | Anna Cabré i Pla                              | 2019 | una de les persones referents en el sector de la demografia i la geografia. | Joaquim Torra     |
| 68   | Josep Vallverdú i Aixelà                      | 2019 | per la seva destacada trajectòria com a narrador, poeta, dramaturg, lingüista, traductor i assagista, especialment en el món de la literatura infantil.                                                                  | Joaquim Torra     |
| 69   | Lluís Llach                                   | 2020 | per les seva destacada trajectòria com a cantautor, escriptor i polític, i pel seu compromís amb el país. | Joaquim Torra     |
| 70   | Teresa Codina                                 | 2020 | per les seva destacada trajectòria com a mestra i pedagoga. | Joaquim Torra     |
| 71   | Arcadi Oliveres                               | 2021 | per la seva trajectòria cívica i acadèmica | Pere Aragonès     |
| 72   | Josefina Castellví                            | 2021 | per ser un referent internacional en la investigació científica | Pere Aragonès     |
| 73   | Roser Capdevila                               | 2022 | Per honorar la trajectòria de la il·lustradora catalana, coneguda internacionalment pels personatges de Les Tres Bessones.                                                                                               | Pere Aragonès     |
| 74   | Antoni Vila Casas                             | 2022 | Pel seu compromís amb el país i la seva capacitat catalitzadora de la riquesa artística de Catalunya. | Pere Aragonès     |